# 诸路金玉人匠总管府
诸路金玉人匠总管府，元代官署名，隶属将作院。主管制造宫廷、诸王府所需的金器、玉器、竹器、漆器、绘画、装裱等事务。所属匠人散诸各地居住，均世籍。所属有玉局提举司、金银器盒提举司、玛瑙提举司、金丝子局、玉带斜皮局、瓘玉局、浮梁磁局、画局、装钉局、大小雕木局、温犀玳瑁局、漆纱冠冕局等。